# Heli Attack
Heli Attack, er en gratis computerspilserie på internettet. Spillene går ud på at angribe militærhelikoptere. 
Der er tre versioner, der alle sammen går ud på det samme: 
 Du er en elitesoldat i en 2D-verden. Én efter én kommer skydende militærhelikoptere, som du skal skyde ned. Du får point for at skyde dem, og når du har skudt et vis antal helikoptere ned, bliver der sendt en pakke med mere efektive våben ned til dig. Du kan kun bruger de mere efektive våben et vis antal skud.

## Eksterne Henvisninger
- Official Hjemmeside
- Heli Attack 1 – 2001
- Heli Attack 2 Arkiveret 28. april 2007 hos  Wayback Machine – 2003
- Heli Attack 3 Arkiveret 2. maj 2007 hos  Wayback Machine – 17. juni 2005

| computerspil | Spire Denne computerspilsrelaterede artikel er en spire som bør udbygges. Du er velkommen til at hjælpe Wikipedia ved at udvide den. |